# Fiano d'Abeto
Fiano d'Abeto è una frazione del comune di Preci (PG) collocata su un vecchio percorso di collegamento tra Preci e Norcia, nei pressi di Abeto.
Si trova a 900 m s.l.m. ed è abitato da 9 residenti; è divisa in due nuclei separati (F. di Sopra e F. di Sotto), disposti in maniera irregolare. L'attività prevalentemente praticata è l'agricoltura, per via della fertilità dell'altopiano.
Il paese posto in basso è quello più economicamente sviluppato; da notare le trasanne, costruzioni a capanna addossate alle case e usate come rimessa agricola.
Il luogo più interessante è rappresentato dalle sei grotte utilizzate in epoca preistorica come tombe rupestri, con pianta quadrangolare a cella unica. In esse sono stati ritrovati utensili del Neolitico e del Paleolitico, a testimonianza di una frequentazione umana risalente ad almeno 200.000 anni fa: punte di lancia e di frecce, pugnali, pendenti e piccoli coltelli. La grande quantità di frammenti di selce fa pensare anche alla presenza di una officina per l'industria litica; gran parte di questi oggetti e le decorazioni delle tombe si trovano ora nel museo diocesano di Spoleto.

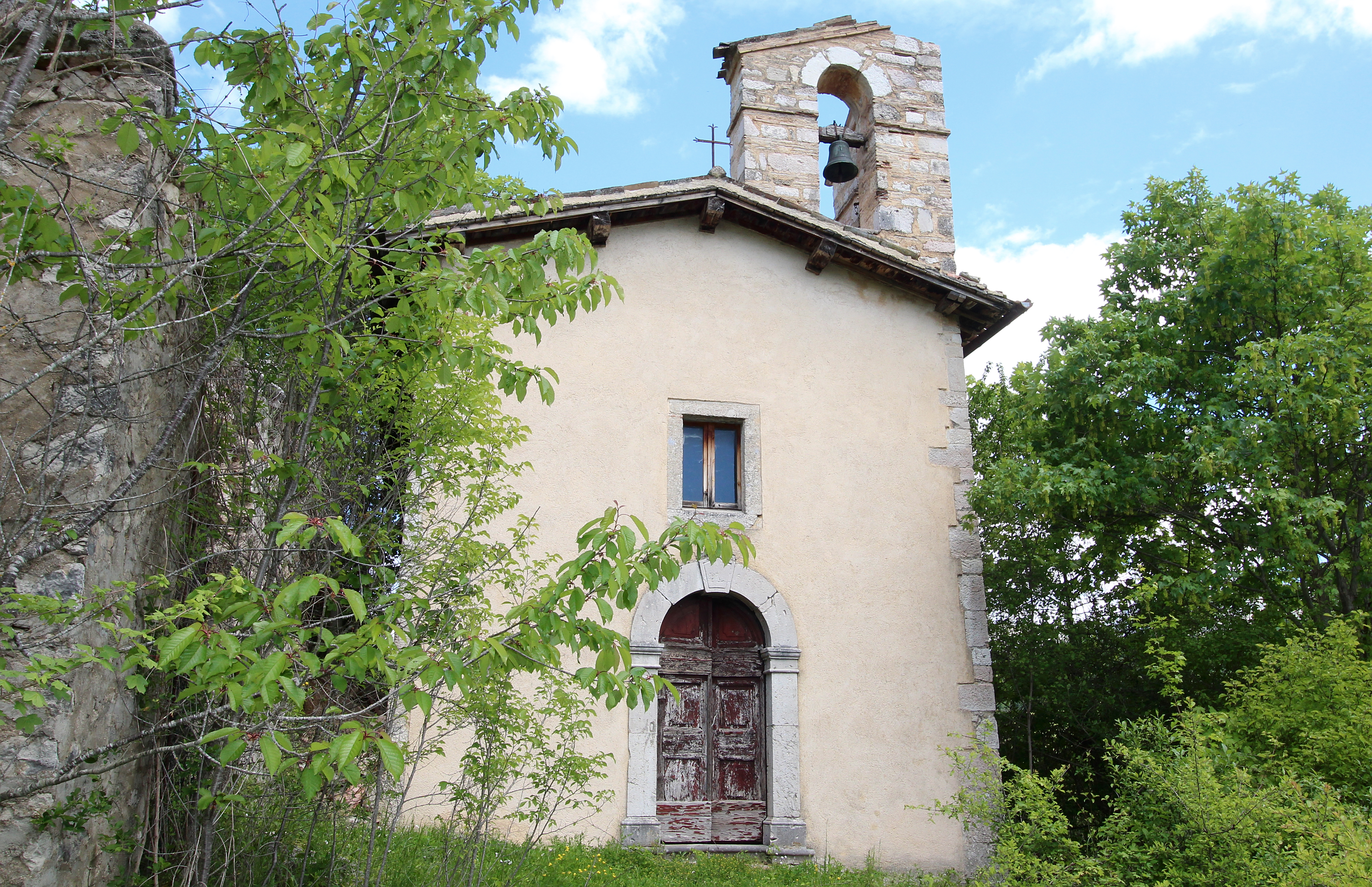
La chiesa di San Michele Arcangelo

Da menzionare anche la chiesa di S. Michele Arcangelo o S. Angelo (XVI secolo), costruita sui resti di un tempio romano dedicato a Giove.
Infine, si evidenzia la presenza di due torri colombare.